# Массовая литература

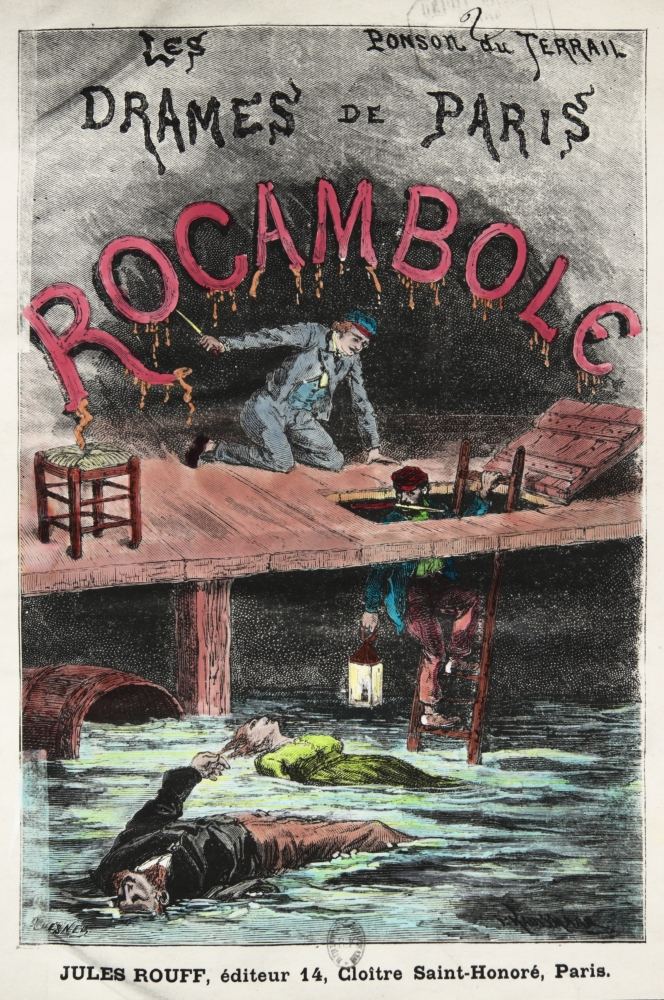
Обложка одного из романов Понсона дю Террайя о Рокамболе, 1884 год

Массовая литература — совокупность литературных текстов, в которых доминирует ориентация на коммерческий спрос и использование готовых словесных (культурных) моделей. Массовая литература входит в состав массовой культуры, разделяя с другими её разновидностями ряд общих закономерностей. 
В качестве синонима «массовой литературы» употребляются термины тривиальная литература, популярная литература, а также возникший в начале 1960-х годов термин паралитература (от греч. παρα- — около). В настоящее время, однако, последний термин используется всё реже, что признают активные разработчики соответствующей проблематики (Д. Куэньяс). Для русской традиции характерен также термин «беллетристика» (добротное массовое чтение), который обычно противопоставляется «бульварной литературе».

## История
В строгом смысле слова массовая литература возникает только на рубеже XIX—XX веков, с началом «эпохи технической воспроизводимости» (термин Вальтера Беньямина), когда за счёт тиражирования стирается представление об уникальности произведения. До разделения литературы на «серьёзную» и массовую многие классические тексты, начиная с греческого авантюрного романа, создавались по приключенческим шаблонам. Так, Ф. М. Достоевский применял в своих философских романах фабулу романов приключенческих, в «Соборе Парижской богоматери» В. Гюго использовались приёмы готического романа ужасов; другие примеры — произведения Жорж Санд («Консуэло», разбойничий роман «Мопра»), роман «Красное и чёрное» Стендаля, в котором присутствует авантюрная составляющая. 
В то же время массовая литература сохраняет преемственность по отношению к более ранним формам лубочной, «низовой литературы» и отчасти фольклора. Подготовка отдельных особенностей массовой литературы (как вербальных, так и институциональных) осуществляется уже в рамках культуры барокко и Просвещения. Некоторые исследователи считают возможным говорить о массовой литературе применительно к древнему Риму.

## Определения и подходы
Н. А. Кузьмина даёт следующее определение массовой литературы:

литература, созданная для масс и появляющаяся в условиях рыночной экономики, индустриального производства, урбанистического образа жизни, развития технологии массовых коммуникаций, унификации социальных, экономических, межличностных отношений

Как отмечал Ю. М. Лотман, паралитература

…должна представлять более распространённую в количественном отношении часть литературы. <…> в определённом коллективе она будет осознаваться как культурно полноценная и обладающая всеми качествами, необходимыми для того, чтобы выполнять эту роль. Однако, во-вторых, в этом же обществе должны действовать и быть активными нормы и представления, с точки зрения которых эта литература не только оценивалась бы чрезвычайно низко, но она как бы и не существовала вовсе. Она будет оцениваться как «плохая», «грубая», «устаревшая» или по какому-нибудь другому признаку исключённая, отверженная, апокрифическая.

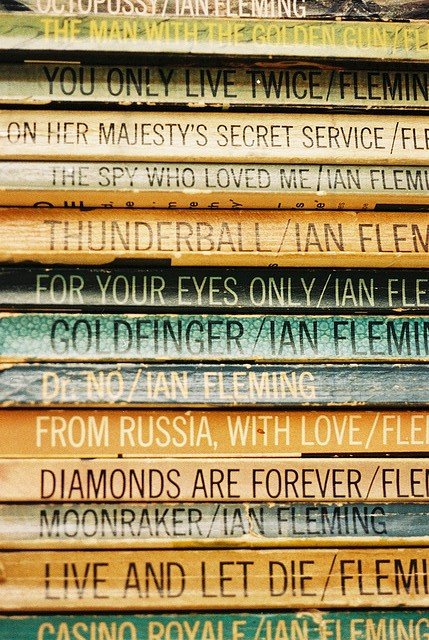
Романы Яна Флеминга о Джеймсе Бонде — один из самых известных циклов массовой литературы XX века

## Художественные особенности
По мнению Даниэля Куэньяса, паралитературе присущи «рудиментарный мимесис», одномерность и «силуэтность» персонажей, прямолинейность идеологического высказывания, эстетика «патетического». Её авторы не склонны выходить за пределы жанрового канона и предпочитают подражать друг другу, используя найденные их предшественниками «рецепты». Массовая литература отвергает «дух экзистенциального поиска», присущий высокой литературе и тяготеет к снижению роли авторской индивидуальности:

…«Искусство комбинации» оказывается нередко единственным обнаруживаемым в тексте умением автора, однако отличие от «природных настоящих писателей» не подвергается сомнению ни читателями, ни самими авторами, которые в многочисленных интервью подчёркивают ремесленный характер своей деятельности.

Для массовой литературы характерен особый механизм культурного функционирования, полностью продиктованный условиями рынка: «процесс массового потребления каждой отдельной книги такого типа, как правило, достаточно короток (в пределах сезона — двух), приток же новых произведений всегда велик. Конкуренция образцов, по законам рынка, весьма напряжённая, а циркуляция и смена их — очень быстрые». Отсюда и характерный для массовой литературы принцип «серийности» (циклизация, присутствие переходящих из одного произведения в другое «культовых» персонажей, широкое распространение разного рода издательских коллекций).
Негативистское отношение к массовой литературе, характерное для академического литературоведения, в настоящее время сменяется всё более активным изучением соответствующих феноменов.

## Жанровая система

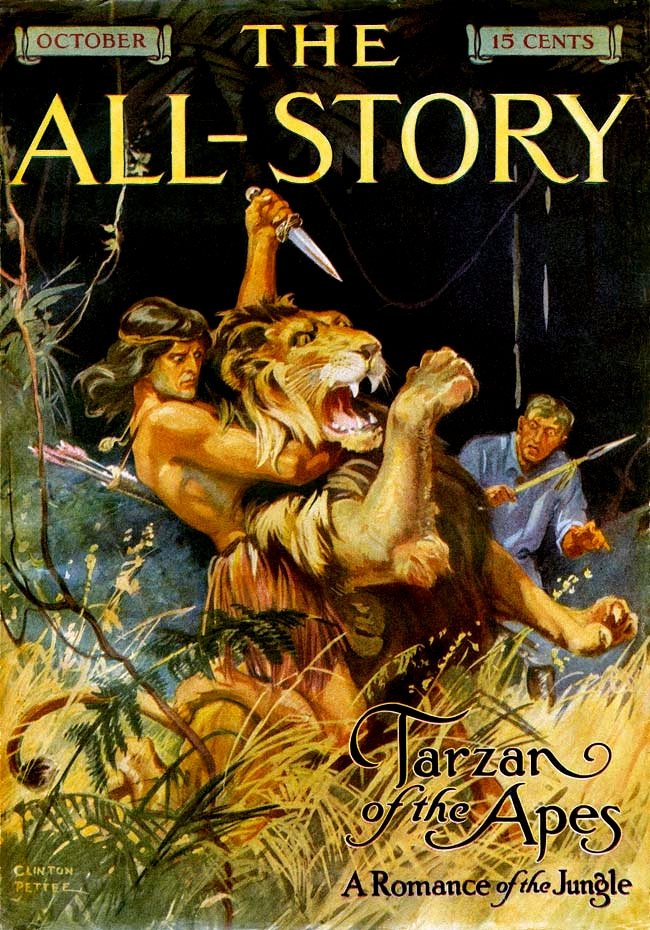
Обложка номера журнала All-Story за октябрь 1912 года, в котором впервые появился персонаж Тарзан

Эротическая и готическая проза XVIII века, разбойничий роман, различные варианты мелодрамы во многом предвосхищают структуру последующего массового чтения. 
Основные жанрово-стилистические модели массовой литературы складываются под воздействием культуры романтизма: детектив, фантастический роман, приключенческий роман, морской роман. Жанр исторического романа подвергается в рамках массовой литературы процессу тривиализации («романы плаща и шпаги» (Мишеля Зевако, Поля Феваля), романы об Анжелике Анн Голон). 
Многие из созданных для массового чтения книг стали со временем классикой детской литературы. Распространённой публикационной формой массовой литературы становится начиная с 1830-х годов роман-фельетон, однако он полностью не принадлежит популярному чтению.
Для массовой литературы характерны «культовые» персонажи: сыщики — Шерлок Холмс, Эркюль Пуаро, Жюль Мегрэ, «благородные разбойники» и авантюристы — Рокамболь, Арсен Люпен, Фантомас, шпионы — Джеймс Бонд,  наделённые сверхъестественными способностями существа — Тарзан, Бэтмен.
В настоящее время среди массовой литературы наиболее популярны разные виды детективов, женский роман, технотриллер, гламурный роман.